# Unusual You
«Unusual You» —en español: «Inusual de ti»— es una balada electropop interpretada por la cantante estadounidense Britney Spears. Esta fue coescrita por la letrista Kasia Livingston y el letrista y productor Henrik Jonback, y producida por el dúo sueco Bloodshy & Avant. Tras ello, la canción fue incluida en el sexto álbum de estudio de Britney Spears, Circus, el que fue lanzado el martes 2 de diciembre de 2008 en Estados Unidos y en fechas homólogas o cercanas a está alrededor del mundo. Por su parte, «Unusual You» es una canción de amor, cuya letra relata la experiencia de un amor inesperado.
Entre los meses de septiembre y octubre de 2009, la canción fue lanzada por el sello Jive Records como el quinto  sencillo de Circus en los dos mercados de música más grandes de Oceanía: Australia y Nueva Zelanda. Ello, suscediendo a los lanzamientos de los anteriores cuatro sencillos del álbum de estudio: «Womanizer», «Circus», «If U Seek Amy» y «Radar».  «Unusual You» no contó con un video musical, debido a que tuvo una corta promoción.
Por su parte, los críticos la catalogaron como una de las canciones más brillantes de Circus. A su vez, su buena recepción comercial en Estados Unidos tras el lanzamiento del álbum de estudio, le llevó a ingresar al ranking ahora discontinuado Pop 100 de la revista de música Billboard. Ello, sobre la base de sus ventas de descargas digitales. En octubre de 2018, la OCC reportó que en el Reino Unido era la décima novena canción más exitosa de Spears que no fue publicada como sencillo en el país con base en ventas de descargas y streams.

## Antecedentes
«Unusual You» fue escrita por la letrista estadounidense Kasia Livingston y el letrista, músico y productor sueco Henrik Jonback, así como también por los dos miembros del dúo sueco Bloodshy & Avant: Christian Karlsson y Pontus Winnberg, quienes también la produjeron. Tras ello, la canción fue grabada por Britney Spears en los Conway Recording Studios, de la ciudad estadounidense Los Ángeles, y posteriormente mezclada por Anders Hvenare y el dúo Bloodshy and Avant en Robotberget, de la ciudad sueca Estocolmo. Por su parte, sus respaldos vocales fueron realizados por su única coescritora de sexo femenino, Kasia Livingston.

## Recepción crítica
«Unusual You» fue la canción de Circus más elogiada por los críticos, quienes destacaron la calidad de escritura y producción del dúo sueco Bloodshy & Avant en ella. Al respecto, el editor Stephen Thomas Erlewine, del portal web Allmusic, le catalogó como una «canción chill out muy buena» y como la mejor de canción de dicho género musical incluida en Circus. Respecto al dúo, Bill Lamb, periodista especializado en música pop de la guía web About.com, sostuvo, en el año 2011, que pese a realizar producciones para otros artistas, ellos sólo le han entregado «clásicos» a Britney Spears, entre los que destacó a «Toxic», «Piece of Me», «Unusual You» y «How I Roll». En el mismo año, John Mitchell, de la revista Pop Eater, catalogó a «Unusual You», después de «Breathe on Me», como la segunda mejor canción de Britney Spears que no fue lanzada como sencillo en Estados Unidos. En la reseña, se le catalogó como una balada-electro europea «hermosa», que hace alusión a los tiempos «oscuros» de la cantante. Asimismo, en ella se sostuvo que esta es desgarradora y llena de esperanza, y que cuenta con la letra probablemente más atractiva que tenga una canción de Britney Spears. Otro crítico que le catalogó como tal fue David Robert, del sitio web canadiense de MTV, quien sostuvo que es la segunda mejor canción de Spears no lanzada, después de «Toy Soldier» de Blackout.

## Créditos
- Britney Spears — Voz
- Bloodshy & Avant — Producción, escritura, mezcla, programación, teclado, bajo y guitarra
- Henrik Jonback — Escritura y guitarra
- Kasia Livingston — Escritura y respaldos vocales

## Formatos
| Descarga digital |               |          |  |
| N.º              | Título        | Duración |  |
| 1.               | «Unusual You» | 04:21    |  |

| Sencillo en CD |                   |          |  |
| N.º            | Título            | Duración |  |
| 1.             | «Unusual You»     | 04:21    |  |
| 2.             | «Shattered Glass» | 02:53    |  |

## Rankings

### Semanales
| País           | Ranking | Primera semana | Posición de ingreso | Mejor posición | Semanas en la mejor posición | Semanas en el ranking | Última semana |
| -------------- | ------- | -------------- | ------------------- | -------------- | ---------------------------- | --------------------- | ------------- |
| América        |         |                |                     |                |                              |                       |               |
| Estados Unidos | Pop 100 | 20-12-2008     | 80                  | 80             | 1                            | 1                     | 20-12-2008    |